# 高速 (列車)
高速（こうそく）とは、列車種別の一つである。
日本では私鉄で使われた種別であり、名古屋鉄道および近畿日本鉄道が運行していた。いずれも、有料特急が運行されている路線における「特別料金不要の特急」と同等と見なされる種別として設定されていた。急行より上位で特急より下位の種別であり、他の私鉄各社における近似種別としては、快速急行・準特急に相当する。

## 日本

### 名古屋鉄道
名古屋鉄道（名鉄）では、1977年（昭和52年）より、1990年（平成2年）10月29日まで運行された列車種別。設定当初に「高速急行」とされていた時期を除き、「高速」が正式名称である。
停車駅は特急とほぼ同じで、名鉄3400系電車等で運用されていた。今の常滑、河和、知多新線系統の全車一般車特急の運用になるが、当時は本線系統で運用された。

### 近畿日本鉄道
近畿日本鉄道（近鉄）でも列車種別の一つであり、かつて上本町駅（現：大阪上本町駅）より伊勢志摩方面への臨時列車「伊勢志摩号」に使われていた種別である。1982年（昭和57年）から1987年（昭和62年）にかけて 1日当たり最大4往復程度運行されていた。設定当時は「直通急行」という種別名だったが、「急行」と勘違いした利用客の誤乗が多かったため、「高速」に変更された。「高速」という種別は、中京圏（名鉄沿線）では急行の上位種別として認識され、且つ「特急」の補完的な意味合いでも使われていたので、近鉄でもこの種別を使用することとなった。
近鉄では、定期列車として同方面へ運行されている列車として最も速い列車は有料の特急であり、その中でも目的地まで速達する列車（甲特急）と、同区間で比較的多くの駅に停車する列車（乙特急）がある。
「『高速』伊勢志摩号」は、停車駅が甲特急と乙特急の中間程度に絞られており、上本町駅 - 鳥羽駅間を、鶴橋駅・大和八木駅・東青山駅・伊勢市駅・宇治山田駅・五十鈴川駅の6駅のみの停車で運行されていた（東青山駅は年始時期には通過）。また、特別料金は不要であり、乗車券のみで利用できた。
使用車両は、一般車両（通勤形車両）の中でも編成中にトイレ付き車両を連結した2610系や1200系など長距離列車向けの形式、または団体専用列車用として製造された20100系が充当されていた。主要な列車として扱われなかったため、「『高速』伊勢志摩号」の所要時間（表定速度）は、乙特急よりも停車駅が少ないにもかかわらず、乙特急より10分程度遅く設定されていた。
「高速」の使用を廃してからは、停車駅は同じで「臨時快速急行」という種別で運転されていたが、1990年代前半に消滅した。
2021年6月20日に2610系クロスシートで上本町から鳥羽間でクラブツーリズムのツアー列車として34年ぶりに復活予定だったが、新型コロナウイルス感染症の拡大予防の観点から催行中止となった。

### バス
バスにおいては、神姫バスの「三田ー大阪・新大阪」線が「高速」の種別を名乗っている。2018年4月に１日１往復で運行開始し、半年に１度の定期ダイヤ改正による増発と、コロナ禍による臨時ダイヤ減便改正を経て、2021年4月1日ダイヤ改正で区間運転も含めて34往復（平日）となった。関西学院大学への通学、三田から大阪への通勤・用務、三田エリアから大阪空港へのアクセス他、三田地区の工業団地、イオンモール神戸三田など、経由地に細かい設定がある。高速道路を経由するが、「高速バス」という意味での表記ではなく、種別としての「高速」であり、神姫バスホームページにおいて種別欄に「高速」と表記されている。（一部のノンストップ便や停車停留所が極端に少ない便は、「関学EXP」「ウッディEXP」表記となり、「高速」「特急」より上位の「エクスプレス」種別となっている）
運行開始から半年後の2018年10月1日改正ダイヤでは4往復となり、内2往復が住宅地エリアを経由となった。「三宮」発着の「特急」と一部運行区間が重複したが、「高速」の方が停車停留所が少なく、「特急」より格上であった。
2021年4月1日ダイヤ改正で経路変更が行われ、「三宮特急便」との重複区間が減少、また重複区間においては停車停留所が同一となり、「特急」より上位とは言えなくなった。
2021年10月1日ダイヤ改正で４往復（平日）増便と発表されたが、神姫バスホームページの種別欄から「高速」表記が消え、空欄となった(種別欄に「エクスプレス」表記は残っている)。一部停留所に設置されている電光掲示板では、2021年4月1日から「高速」表記が無くなっており、代わりに「大阪線」表記となっていた。バス停貼り出しの時刻表では2021年10月1日改正以降のものも「高速」表記が残っている。
鉄道と異なり、同一路線に「普通」「各停」が運行されているわけではないので比較対象がなく、上位種別とは言いがたい面もあるが、三田エリアにおいては、準急、快速、急行などがあり(普通と急行には「直通」(鉄道で言う特別通過を行う)の補助表記のある便もある)、「高速」(「特急」も)は上位種別となっている。

### 参考
- 近鉄特急
  - 近鉄特急史

## 日本国外

### 中華人民共和国
日本の新幹線に相当する中国の高速鉄道では、最高時速300～350kmのCRH型電車を使用する列車の種別として、「高速動車組列車」が用いられている。

### インド
インドでも急行の種類に高速急行(Superfast Express)が存在する。(英語版参照)